# Kazuo Inamori

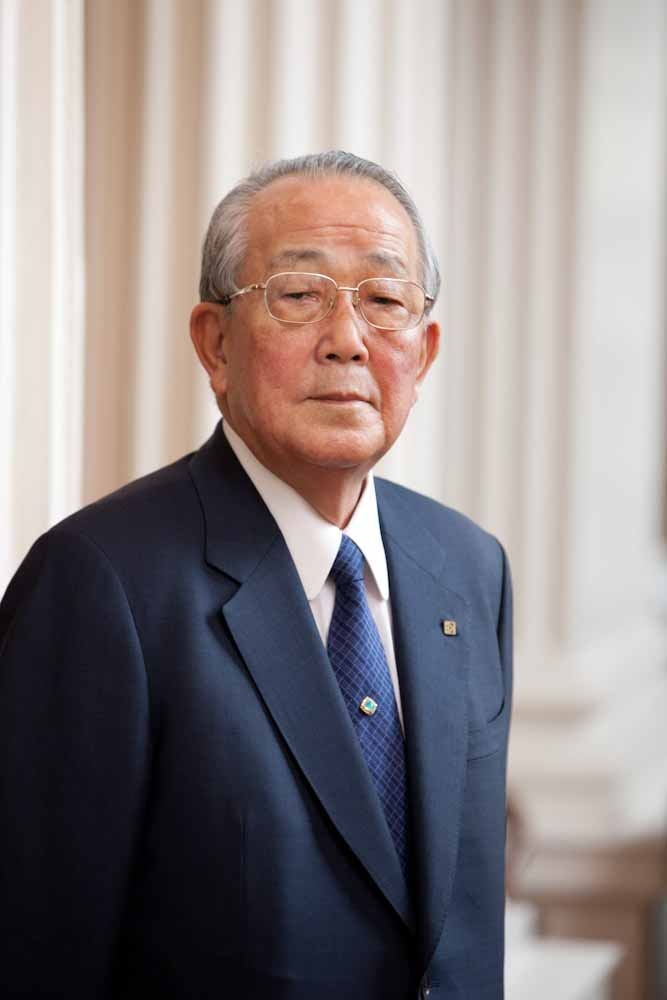
Kazuo Inamori (2011)

Kazuo Inamori (japanisch 稲盛 和夫, Inamori Kazuo; * 30. Januar 1932 in der Präfektur Kagoshima; † 24. August 2022 in Kyōto, Japan) war ein japanischer Unternehmer und Gründer von Kyocera und KDDI.

## Leben
Er schloss ein Chemiestudium an der Universität Kagoshima 1955 als Bachelor of Science ab. Um 1959, im Alter von 27 Jahren, gründete er Kyōto Ceramic K.K. (engl. Kyoto Ceramic Co., Ltd.; jetzt Kyocera). Aus dem Unternehmen wurde ein internationales High-Tech Unternehmen mit mehr als 60.000 Mitarbeitern. Nachdem 1984 der japanische Telekommunikationsmarkt dereguliert wurde, gründete er Dai-ni den-den K.K. (DDI, jetzt KDDI), das bald zum zweitgrößten japanischen Telekommunikationsunternehmen wurde.
Neben seinen geschäftlichen Aktivitäten gründete er 1984 auch eine eigene Inamori Stiftung. Er stiftete auch den renommierten Kyoto-Preis, der seit 1985 vergeben wird.
Nachdem er als Vorsitzender von Kyocera zurückgetreten war, wurde er zum Zen-Buddhismus-Priester des Rinzai-shū geweiht. Dabei erhielt er den Priesternamen Daiwa, was so viel heißt wie „große Harmonie“. Er blieb jedoch treibende Kraft hinter allen geschäftlichen Aktivitäten.
Im Januar 2010 übernahm Kazuo Inamori 77-jährig auf Drängen der japanischen Regierung die Führung des wirtschaftlich angeschlagenen Luftfahrtunternehmens Japan Airlines, um dieses zu sanieren.
Am 24. August 2022 starb Kazuo Inamori in Kyōto im Alter von 90 Jahren.

## Auszeichnungen
Inamori wurde mit einigen Preisen und Auszeichnungen geehrt, zum Beispiel 2009 als Entrepeneur for the World, 2011 mit der Othmer-Goldmedaille.

## Werke
- Kazuo Inamori: Erfolg aus Leidenschaft. Signum, Wien 1996, ISBN 3-85436-190-4, 192 Seiten
- Kazuo Inamori: For People and for Profit: A Business Philosophy for the 21st Century. Kodansha International, ISBN 978-4-7700-2030-7, 160 Seiten

Daneben gibt es noch eine Reihe weiterer Bücher von ihm.